# 忍者ハヤテ
『忍者ハヤテ』はタイトーから1984年12月にリリースされたレーザーディスクゲームで、同社から発売されたレーザーディスク・アニメーションゲームシリーズの第1弾。アニメーション制作は東映動画（現・東映アニメーション）、スタジオ・ジュニオが行った。

## ゲーム概要
プレイヤーは8方向レバーと1ボタンでハヤテを操作する。画面上に発生する敵の攻撃や罠に対し、画面上の入力指示に従い、ボタンで主に武器による攻撃を、レバーでハヤテの移動方向を指定して回避及び攻撃を行う。入力のタイミングがあえば正解のチャイム音がなりスコア加算される。(一定スコアごとにエクステンドが発生する)入力ミス及び不正解の場合は失敗のブザー音と共に1ミスとなり、残機数が0になるとゲームオーバーとなる。一部のステージはランダムで左右反転する。また、正解と異なる操作でも正解として受け付けられる隠し入力が存在する。全18幕。
演出面では海外製LDゲーム『ドラゴンズレア』のようにキャラクターのオーバーな表情やコミカルなミスリアクション演出が特徴となっている。

## ストーリー
悪の忍者軍団により、姫がさらわれてしまった。この知らせを聞いたハヤテは、姫を救うべく単身で悪の忍者軍団の城に忍び込んだ。そこには無数に仕掛けられた罠、忍者軍団の強烈な連続攻撃、血に飢えた妖怪たちが待ち受けていた。

## ステージ
本作は全18シーン構成だが、ゲーム中で遊べるのは全部で9シーンまでであり、終盤の16・17・18シーンが固定で、前半の6ステージ分は予め用意された複数の進行パターンからランダムで選ばれる。また、一部のシーンはランダムで映像が左右反転し、レバーの左右の入力が入れ替わる。筐体設定で3ミススキップ機能がONになっている場合のみ、3回ミスするとプレイ中のシーンをスキップして次のシーンへと移行する。
プレイステーション版及びセガサターン版ではサブタイトルが追加されており、DIPモードでサブタイトル表記をONにすることでステージ開始前にサブタイトル画面が追加される。
- 第一幕 潜入!悪魔の城
- 第二幕 突破!城内の罠（左右反転）
- 第三幕 不覚!侵入発覚
- 第四幕 激闘!カラクリ鎧巨人
- 第五幕 対決!魔導忍者
- 第六幕 怪奇!くノ一妖蛇変
- 第七幕 恐怖!謎の天井裏妖怪（左右反転）
- 第八幕 強襲!大怪魚
- 第九幕 狂気!土蜘蛛鉄爪拳
- 第十幕 脱出!地下水脈決死行
- 第十一幕 強敵!白髪鬼
- 第十二幕 死闘!火炎鳥天狗
- 第十三幕 凶暴!忍犬軍団
- 第十四幕 奇襲!ムササビ忍群
- 第十五幕 怨念!地獄の骸骨忍者
- 第十六幕 難関!兵器工場歯車地獄
- 第十七幕 戦慄!魔導の邪神像
- 最終幕 決戦!魔城天守闇

## スタッフ
- ゲーム・デザイン、プログラミング：藤原英裕
- アニメーション演出：岡崎稔、永丘昭典
- キャラクターデザイン、作画監督：我妻宏
- 美術監督：横山幸博
- 原画：山本福雄、北原健雄、及川博史、鈴木欽一郎、松本朋之、伊藤浩二、泉口薫
- 美術:アトリエ・ラスコー
- 撮影:ティ・ニシムラ
- 仕上げ:スタジオ九魔
- アニメーション制作:東映動画
- ビデオ編集:東映ビデオ

## 移植
- Revenge Of The NINJA（SEGA-CD版）

海外メガCD移植版。国内では未発売。
- タイムギャル&忍者ハヤテ（プレイステーション及びセガサターン版）

『タイムギャル』とのカップリング移植。プレイステーション版はタイトー、セガサターン版はエグゼゴデベロップメントより発売。
- 忍者ハヤテ HDリマスター タイトー LDゲームコレクション  （Nintendo Switch版）

『タイムギャル』と『宇宙戦艦ヤマト』も同時収録したオムニバス版となっている。いずれもHDリマスターが施されており、ダウンロード専用ソフトとして単体でも発売。ゲームのUI周りに関しては宇宙戦艦ヤマトも含め、2017年に配信されたスマートフォン版タイムギャルのものを流用している。
- 忍者ハヤテ HDリマスター （Windows版）

Nintendo Switch版の移植。2025年4月10日でSteamの発売。